# Лодхран (округ)
Лодхран (урду ضِلع لودهراں‎, англ. Lodhran District) — один из 36 округов пакистанской провинции Пенджаб. Административный центр — город Лодхран.

## География
Лодхран граничит с округом Бахавалпур на юге, с округом Мултан на западе, с округом Ханевал на севере, с округом Вихари на востоке.

## Техсилы
Лодхран занимает площадь 2778 км² и разделен на три техсила:
- Лодхран
- Кахрор-Пакка
- Даньяпур